# Leonid Kojara
Leonid Oleksandrovytch Kojara (en ukrainien : Леонід Олександрович Кожара ; en russe : Леонид Александрович Кожара, Leonid Alexandrovitch Kojara), né le 14 janvier 1963 à Poltava, est un diplomate et homme politique ukrainien.

## Carrière politique
Le 24 décembre 2012, il est nommé ministre des Affaires étrangères dans le second gouvernement Azarov. En 2013, il préside l'Organisation pour la sécurité et la coopération en Europe durant la présidence ukrainienne de l'OSCE. Il est démis du poste de ministre des Affaires étrangères après la chute du président Ianoukovitch, conséquence du mouvement contestataire de 2013-2014 en Ukraine. Andriy Dechtchytsia lui succède.